# 恰恩
恰恩是土耳其恰納卡萊省的城鎮，位於該國西北部，距離省府恰納卡萊約60公里，面積907平方公里，海拔高度129米，2010年人口50,669。

## 外部連結
- District governor's official website （页面存档备份，存于） （土耳其文）
- Road map of Çan and environs （页面存档备份，存于）
- Various images of Çan, Çanakkale （页面存档备份，存于）

40°01′39″N 27°02′51″E / 40.02750°N 27.04750°E